# Un, deux, trois (film, 2017)
 (16 septembre 2022).
Pour les articles homonymes, voir Un, deux, trois (homonymie).
Pour plus de détails, voir Fiche technique et Distribution.
Un, deux, trois... est une comédie dramatique française de Mathieu Gari sortie en 2017.

## Synopsis
À sa sortie de prison, Florian fait la rencontre de Julie dans un club de strip-tease. Une histoire d'amour commence entre eux et très vite, ils se lancent dans des arnaques aux prêts bancaires. Tout leur réussit pour le mieux jusqu'au jour où, face à Marc, un banquier peu enclin à leur accorder un prêt plus important, tout dérape. Ils le séquestrent chez lui réclamant l'aide de leur ami Anthony.  

## Fiche technique
- Titre original : Un, deux, trois...
- Réalisation : Mathieu Gari
- Scénario : Mathieu Gari
- Montage : Mathieu Gari
- Image : Mathieu Gari, Alexandra Pocquet
- Son : Romain Poirier, Jean-Charles Bastion, Paulina Veltina
- Sociétés de distribution :  Les films de l'Envers
- Pays d'origine :  France
- Langue : Français
- Durée : 82 minutes
- Format :  numérique - Ratio : 2,39:1
- Genre : comédie dramatique
- Date de sortie (France) : 14 juin 2017

## Distribution
- Thomas Doisy : Florian
- Marie Colomb : Julie
- Julian Ciais : Anthony
- Kévin Letort : Marc (le banquier)

## Production
Autoproduit comme le précédent film du réalisateur, il a été tourné en 27 jours avec une caméra Blackmagic Pocket Cinema. L'équipe technique était réduite à seulement deux personnes, réalisateur inclus.

## Réception critique
Gilles Tourman des Fiches du cinéma rédige une critique positive du film en y voyant « une comédie autoproduite, protéiforme et plaisante » et mentionnant le « réel plaisir de filmer » du réalisateur.
Mais si Trois couleurs appuie également le film en soulignant « qu'il est porté par l'urgence et la belle énergie de ses acteurs », le journaliste de Télérama estime que si « rien n'est mauvais », il est « plutôt bancal et pas très abouti », tandis que la journaliste de Studio Ciné live trouve que cette « histoire de trois petites frappes qui se prennent pour de grands arnaqueurs fait mal aux yeux ».